# Бережанка (річка)
Бережа́нка — річка в Україні, в межах Вараського, Сарненського районів Рівненської області. Ліва притока Горині (басейн Прип'яті).

## Опис
Довжина 34 км. Площа водозбірного басейну 253 км². Похил річки 0,65 м/км. Долина рівнинна, заболочена, меліорована. Використовується на побутове та
промислове водовпостачання. У басейні річки осушено понад 5 000 га земель.

## Розташування
Бережанка бере початок з болотного масиву на південний схід від смт Володимирець. Тече спершу на північний схід, далі — на схід і південний схід. Впадає до Горині на схід від села Бережниці.